# Ligne d'Helsinki à Riihimäki
La ligne d'Helsinki à Riihimäki (finnois : Helsinki-Riihimäki-rata est une ligne de chemin de fer du réseau de chemin de fer finlandais qui va de Helsinki à Riihimäki.

## Histoire
La ligne a été ouverte au trafic le 17 mars 1862. 
Elle fait partie du premier chemin de fer finlandais reliant Helsinki à Hämeenlinna.

## Infrastructure

### Ligne
La ligne Helsinki–Riihimäki est le tronçon principal de la voie ferroviaire principale de Finlande qui relie Helsinki, Kerava, Hyvinkää et Riihimäki. Entre Helsinki et Kerava, il y a quatre voies, dont deux forment la ligne urbaine de Kerava, et entre Kerava et Riihimäki, deux voies. 
La longueur du tronçon est de 71,4 kilomètres.